# Festuca komarovii
Festuca komarovii är en gräsart som beskrevs av Krivot. Festuca komarovii ingår i släktet svinglar, och familjen gräs.
Artens utbredningsområde är Tuva. Inga underarter finns listade i Catalogue of Life.